# Noufissa Sbaï
Noufissa Sbaï, née à Tanger en 1946, est une romancière marocaine.
Elle a publié deux romans, L’Enfant endormi et L'Amante du Rif, tous deux centrés sur la condition féminine au Maroc. Elle est par ailleurs enseignante dès l'âge de 17 ans, d'abord dans le primaire puis dans le secondaire.

## L’Enfant endormi
L’Enfant endormi traite de la condition des femmes. Le titre fait référence à une excuse alléguée traditionnellement par des femmes divorcées ou veuves pour expliquer la naissance d'un enfant hors mariage. Selon une croyance populaire, un fœtus (un «enfant») peut demeurer endormi dans le ventre d'une femme enceinte pendant plusieurs années pour s'éveiller  ensuite, se développer et naître.
Le critique Mohand Améziane Bellagh présente l'ouvrage comme relevant à la fois du genre du roman autobiographique et de celui du roman social. EN tant que roman social il traite des relations entre les hommes et les femmes au Maroc. Le récit croise les destins de deux femmes dont l'une est victime d'un viol, puis entre au service de l'autre, une institutrice dynamique, aux prises avec un directeur d'école et un mari autoritaires.
Le titre a été repris par la cinéaste Yasmine Kassari en 2004 ; toutefois le film L'Enfant endormi traite d'un sujet différent de celui du livre : la manière dont les femmes au Maroc vivent l'absence de leurs maris émigrés.

## L'Amante du Rif
L'Amante du Rif représente une journaliste qui filme un reportage sur des femmes de la ville de Tétouan dans le but de transmettre leurs témoignages sur les injustices et les diverses formes d'oppression dont elles sont victimes.
L'Amante du Rif est adapté au cinéma en 2011 par la réalisatrice marocaine Narjiss Nejjar qui est par ailleurs la fille de Noufissa Sbaï (née en 1971) ; le film L'Amante du Rif, tourné en arabe, est produit par le  Belge Tarantula. Selon un critique, le film « évolue de la chronique sociale et réaliste vers le conte cruel, la parabole hallucinée »,

## Sur les femmes
Dans un article de 1997 Noufissa Sbaï critique certaines pratiques initiatiques censées protéger des petites filles du danger du viol ; ces rites consistent en ablutions et massages pratiqués par une vieille femme sur le corps de l'enfant, ; ils risquent selon Noufissa Sbaï d'inculquer à des filles la peur de l'Autre,. L'écrivaine affirme avoir été elle-même longtemps terrorisée par les hommes.